# Eduardo Castro
Eduardo Castro (Vigo, 25 luglio 1966) è un allenatore di hockey su pista spagnolo.

## Palmarès

### Club

#### Titoli nazionali
- Coppa del Re: 2

Barcellona: 2018, 2019
- Supercoppa di Spagna: 2

Barcellona: 2017, 2020
- Campionato spagnolo: 4

Barcellona: 2017-2018, 2018-2019, 2019-2020, 2020-2021

#### Titoli internazionali
- CERH European League: 1

Barcellona: 2017-2018
- Coppa Intercontinentale: 1

Barcellona: 2018
- Supercoppa d'Europa/Coppa Continentale: 1

Barcellona: 2018-2019